# Amplituda pravděpodobnosti
Amplituda pravděpodobnosti je v kvantové mechanice komplexní číslo přiřazené neurčitému nebo neznámému procesu nebo veličině.
Pravděpodobnost, že daný proces nastane, je pak udána jako kvadrát (druhá mocnina) absolutní hodnoty amplitudy pravděpodobnosti.
Amplitudu pravděpodobnosti nelze přímo měřit.

## Amplituda a hustota pravděpodobnosti
Ke kvantovému stavu s vlnovou funkcí {\displaystyle \psi } lze přiřadit hustotu pravděpodobnosti jako {\displaystyle \psi ^{\star }\psi }, neboli {\displaystyle {|\psi |}^{2}}. Tato veličina se v kvantové fyzice označuje jako hustota pravděpodobnosti.
- amplituda pravděpodobnosti: {\displaystyle \psi (x)\,}
- hustota pravděpodobnosti: {\displaystyle |\psi (x)|^{2}=\psi (x)^{*}\psi (x)\,}

### Amplituda pravděpodobnosti pro polohu
Amplitudou pravděpodobnosti pro polohu nějaké částice je komplexní funkce (tedy funkce, jejímiž hodnotami jsou komplexní čísla) souřadnic, označujeme ji {\displaystyle \Psi (x,y,z)}, jde o hustotu pravděpodobnosti {\displaystyle \varrho (x,y,z)} výskytu zkoumané částice v daném bodě prostoru se souřadnicemi {\displaystyle (x,y,z)}. Platí tedy
{\displaystyle \varrho (x,y,z)=|\Psi (x,y,z)|^{2}=\Psi ^{*}\Psi ,}
hvězdičkou je označeno komplexně sdružené číslo.
Pro funkci {\displaystyle \Psi (x,y,z)} se používá název vlnová funkce, alternativně tedy vlnová funkce ψ přiřazuje každé možné poloze částice v prostoru hustotu amplitudy pravděpodobnosti.
Z toho, že zkoumaná částice se v prostoru musí nacházet, vyplývá, že pokud si prostor rozdělíme na malé části a sčítáme pravděpodobnosti nalezení částice v některé z těchto malých částí, suma těchto pravděpodobností musí být rovna 1 (jistou událost). Uvedenému součtu odpovídá integrál přes celý prostor {\displaystyle \Omega } a je rovný jedné. Platí tedy
{\displaystyle \int _{\Omega }|\Psi (x,y,z)|^{2}\,\mathrm {d} x\,\mathrm {d} y\,\mathrm {d} z=1.}
Je to takzvaná normovací podmínka pro vlnovou funkci {\displaystyle \Psi (x,y,z)}.

### Amplituda pravděpodobnosti a princip superpozice
Podle principu superpozice se kvantově-mechanická soustava (například elektron v atomu) může nacházet v superpozici dvou nebo více stavů. Jestliže uvažujeme superpozici stavů {\displaystyle \Psi _{1}} a {\displaystyle \Psi _{2}}, potom platí
{\displaystyle \Psi =c_{1}\Psi _{1}+c_{2}\Psi _{2},}
kde {\displaystyle c_{1}} a {\displaystyle c_{2}} jsou komplexní konstanty a nazýváme je amplitudy pravděpodobnosti. Druhé mocniny jejich absolutních hodnot mají opět význam pravděpodobnosti. {\displaystyle |c_{1}|^{2}} pravděpodobnost nalezení soustavy ve stavu {\displaystyle \Psi _{1}} a {\displaystyle |c_{2}|^{2}} je pravděpodobnost nalezení soustavy v stavu {\displaystyle \Psi _{2}}. Protože systém se nachází v superpozici stavů {\displaystyle \Psi _{1}} a {\displaystyle \Psi _{2}}, v žádném jiném stavu ho najít nemůžeme.
Z toho vyplývá, že součet obou pravděpodobností musí být roven jedné. Čísla {\displaystyle c_{1}} a {\displaystyle c_{2}} nejsou zcela libovolná, ale jsou svázána normovací podmínkou
{\displaystyle |c_{1}|^{2}+|c_{2}|^{2}=1.}

## Amplituda pravděpodobnosti procesu
Podle Feynmanova přístupu ke kvantové mechanice lze přiřadit amplitudy pravděpodobnosti jednotlivým procesům, které mohou v daném experimentu nastat. Pokud může daný proces nastat více způsoby, kde každý způsob má přiřazenu amplitudu pravděpodobnosti, pak v případě, že v principu nemůžeme rozlišit, jakým ze způsobů proces nastal, je amplituda pravděpodobnosti procesu dána jako součet amplitud pravděpodobností jednotlivých způsobů. Pokud jsme schopni jednotlivé způsoby rozlišit, pak pravděpodobnost procesu je součtem pravděpodobností jednotlivých způsobů. Například ve dvouštěrbinovém experimentu pokud neumíme rozlišit, kterou štěrbinou částice proletěla, sčítáme amplitudy pravděpodobnosti průletu každou štěrbinou a pozorujeme interferenci. V případě, kdy rozlišit umíme, sčítáme pravděpodobnosti průletu jednotlivými štěrbinami a interferenci nepozorujeme.
Skutečnost, že vlnová funkce představuje amplitudu pravděpodobnosti a její čtverec hustotu pravděpodobnosti pochází od Maxe Borna, který byl za tuto práci v roce 1954 oceněn Nobelovou cenou.